# اچ‌دی ۴۲۰۳
اچ‌دی ۴۲۰۳ یک ستاره است که در صورت فلکی ماهی قرار دارد.